# Chevallier (cratère)
Pour les articles homonymes, voir Chevallier.
Chevallier est un cratère d'impact lunaire situé dans la partie nord-est de la face visible de la Lune, à environ un diamètre de cratère à l'est-sud-est du cratère Atlas. Au sud-sud-est de Chevallier se trouve le cratère inondé Shuckburgh. Chevallier a été nommé par l'Union astronomique internationale en 1935.
Cette formation n'est guère plus qu'un rebord de cratère désintégré, légèrement saillant au-dessus d'une surface inondée de lave. De cette formation, il ne reste que quelques sections arquées de crêtes basses en surface. La partie la plus importante du rebord se situe au nord-est, où il a fusionné avec une formation plus petite à double cratère, également inondée. Le fond intérieur a été refait par les coulées de lave, qui se sont jointes au terrain inondé voisin. Dans la moitié est du fond se trouve Chevallier B, un petit cratère partiellement inondé.
Juste à l'ouest du bord du Chevallier se trouve Atlas A, un cratère en forme de cuvette aux bords acérés. À l'est se trouve le Lacus Temporis.

## Cratères satellites
Par convention, ces caractéristiques sont identifiées sur les cartes lunaires en plaçant la lettre sur le côté du point médian du cratère le plus proche de Chevallier.
| Chevallier | Latitude | Longitude | Diamètre |
| ---------- | -------- | --------- | -------- |
| B          | 45.2° N  | 51.9° E   | 13 km    |
| F          | 46,1° N  | 56,5° E   | 9 km     |
| K          | 43,5° N  | 50,9° E   | 6 km     |
| M          | 46,0° N  | 51,2° E   | 16 km    |

## Biographie
(  ) Liste des ouvrages de référence pour les cratères lunaires :
- Thierry Legault et Serge Brunier, Le grand atlas de la Lune, Larousse, 2004 (ISBN 2035603366 et 9782035603364).
- Georges Viscardy, Atlas-guide photographique de la Lune, Masson, 2000 (ISBN 2225810907 et 9782225810909).
- (en) Leif Erland Andersson et Ewen Adair Whitaker, NASA Catalogue of Lunar Nomenclature, NASA, Reference Publication 1097, octobre 1982 (lire en ligne [PDF]).
- (en) Ben J. Bussey (en), Paul Dee Spudis, The Clementine Atlas of the Moon, Cambridge University Press, 2004 (ISBN 0-521-81528-2, lire en ligne).
- (en) Elijah Eugene Cocks, Josiah Charles Cocks, Who's Who on the Moon: A Biographical Dictionary of Lunar Nomenclature, Tudor Publishers, 1995 (ISBN 0-936389-27-3).
- (en) Donald Howard Menzel, Marcel Gilles Jozef Minnaert, Boris J. Levin, Audouin Charles Dollfus, et Barbara Bell, Report on Lunar Nomenclature by The Working Group of Commission 17 of the IAU, Space Science Reviews, volume 12, pages 136-185, 1971 (lire en ligne). Document complet au format pdf ou gif en cliquant sur les liens verts.
- (en) Patrick Alfred Caldwell-Moore, On the Moon, Sterling Publishing Corp., 2001 (ISBN 0-304-35469-4).
- (en) Fred W. Price, The Moon observer's handbook, Cambridge University Press, 1988 (ISBN 0-521-33500-0).
- (en) Antonín Rükl, Atlas of the Moon, Sky Publishing Corp., 2004 (ISBN 1-931-55907-4).
- (en) Thomas William Webb (en) et Margaret Walton Mayall, Celestial Objects for Common Telescopes, Dover publications, Inc., 1972 (ISBN 0-486-20917-2). Version consultable de 1917 : T.W. Webb, Celestial Objects for Common Telescopes, 1917, Longmans, Green and Co., London.
- (en) Ewen Adair Whitaker, Mapping and Naming the Moon - A history of lunar cartography and nomenclature, Cambridge University Press, 1999 (ISBN 0-521-62248-4, lire en ligne).